# Coleophora lunensis
Coleophora lunensis é uma espécie de mariposa do gênero Coleophora pertencente à família Coleophoridae.